# Decaisnella
Decaisnella is een geslacht van schimmels uit de familie Massariaceae. De typesoort is Decaisnella spectabilis.

## Soorten
Volgens Index Fungorum telt het geslacht 13 soorten (peildatum februari 2022):
| Soortnaam                 | Auteur(s)                  | Publicatiejaar |
| ------------------------- | -------------------------- | -------------- |
| Decaisnella amelanchieris | Fabre                      | 1883           |
| Decaisnella americana     | M.E. Barr                  | 1990           |
| Decaisnella confluens     | (Plowr.) M.E. Barr         | 1986           |
| Decaisnella formosa       | Abdel-Wahab & E.B.G. Jones | 2003           |
| Decaisnella macrospora    | (Speg.) M.E. Barr          | 1986           |
| Decaisnella mammoides     | (Ellis & Everh.) M.E. Barr | 1990           |
| Decaisnella mediterranea  | Checa & M.N. Blanco        | 2005           |
| Decaisnella mesascium     | (De Not.) M.E. Barr        | 1990           |
| Decaisnella peniophora    | (Cooke) M.E. Barr & Boise  | 1986           |
| Decaisnella princeps      | (Fabre) M.E. Barr          | 1990           |
| Decaisnella rhamni        | Fabre                      | 1883           |
| Decaisnella spectabilis   | Fabre                      | 1879           |
| Decaisnella thyridioides  | (Sacc. & Speg.) M.E. Barr  | 1990           |